# 175636 Звягель
175636 Звягель (175636 Zvyagel) — астероїд головного поясу, відкритий 17 жовтня 2007 року в Андрушівці.